# Luny Tunes
Luny Tunes è una produzione di un duo di reggaetoneros della Repubblica Dominicana, Francisco Saldaña (Luny) nato il 29 giugno 1979 e Víctor Cabrera (Tunes) nato il 12 aprile 1981 sono originari rispettivamente di La Romana e di El Cibao. Si sono conosciuti come membri del personale di cafétaria della università di Harvard a Boston. Si trasferirono successivamente a Porto Rico dove si uniscono al DJ Noriega e cominciano ad usare lo pseudonimo Luny Tunes, ispirato ai cartoni animati Looney Tunes. DJ Nelson e Noriega (Más Flow) sono stati i loro coach e si sono occupati della produzione musicale di diverse opere di reggaeton collettive cui parteciparono artisti come Baby Rasta y Gringo, Ivy Queen, Héctor y Tito, Zion y Lennox con Hay Algo En Ti Trebol Clan, con Bailando Provocas, Daddy Yankee Gasolina. Il tema del perreo è onnipresente nelle loro opere…

## Carriera Musicale

### 2000-2003: I primi anni
Luny Tunes è stato il primo grande team di produzione reggaeton, ed ha sfornato una catena di montaggio di singoli di successo e mixtapes collaborando con molti dei migliori cantanti dello stile. Ivy Queen è stata la prima persona a lavorare con Luny Tunes quando produceva il suo singolo " Quiero Saber ". Luny Tunes hanno avuto la loro grande occasione da DJ Nelson, un pioniere reggaeton che ha riconosciuto il loro talento di produzione, che era stato dimostrato nelle produzioni per Hector y Tito nell'album La Reconquista (2002), ed ha firmato per la sua etichetta musicale. Luny Tunes a loro volta hanno fatto il loro debutto accanto ad un altro promettente giovane talento della produzione, Noriega, con Mas Flow (2003). Il mixtape ha conteneva la maggior parte dei migliori cantanti di reggaeton del tempo (Daddy Yankee, Don Omar, Tego Calderón, Wisin & Yandel, Hector & Tito, Zion & Lennox, Bebé Ranks, Nicky Jam, Trebol Clan, e molti altri) e questo ha fermamente stabilito il duo come una squadra di forte produzione. Il CD è stato un enorme successo commerciale in America Latina ed è stato uno dei migliori album latini negli Stati Uniti.

### 2004-2007: ascesa alla fama internazionale
L'anno seguente Luny Tunes hanno continuato a promuovere la loro reputazione, affermandosi come hitmakers quando la "Gasolina ", una delle loro numerose produzioni per Daddy Yankee Barrio Fino (2004), divenne un successo mondiale. Oltre a Barrio Fino, Luny Tunes hanno realizzato anche le produzioni di album per da Don Omar (The Last Don, 2003) e Tego Calderón (El Abayarde, 2003), così come l'Album di Eddie Dee (Los 12 Discípulos, 2004), Ivy Queen (La Diva, 2004), Zion & Lennox (Motivando a la Yal, 2004), Nicky Jam (Vida Escante, 2004), e Trebol Clan (Los Bacatranes, 2004) - tutto questo nell'arco di due anni. Le loro strumentali e lo stile musicali stavano creando un nuovo standard per il reggaeton in generale.

Nel 2005, Luny Tunes hanno realizzato Mas Flow, vol. 2, completamente diverso dal volume precedente, e nel 2006 hanno pubblicato un terzo, Mas Flow: Los Benjamins. Luny Tunes, in seguito, remixano il singolo di Janet Jackson "Call on Me". Il mixtape successivo è uscito, nel 2007, Los Benjamins: La continuación. A questo punto, Luny Tunes hanno collaborato con vari altri produttori e artisti: PRODUTTORI (Tainy, Jose M. Gomez, Nely "El Arma Secreta ", Doble A & Nales " Los Presidentes ", il signor G e molti altri). A partire dal 2007, hanno prodotto più di 500 canzoni.

Luny Tunes sono noti anche per promuovere nuovi produttori del genere come Nesty "La Mente Maestra ", Naldo, Tainy, Nely " El Arma Secreta ", Bones " La farmacia Musical ", Thilo "La Navaja de Doble Filo ", Madmusick (Yan e Yon) ". Il 25 settembre 2007 viene annunciato che Luny Tunes sono entrati in un accordo di produzione quinquennale con Fuego Entertainment.

### 2008- presente
Nel 2008 , Luny Tunes producono il duo Erre XI, pubblicando il loro album di debutto intitolato Luny Tunes Presents : Erre XI, che ha generato il singolo " Carita Bonita ", con Pee Wee di Kumbia All Starz .
Nel 2009 , Luny Tunes producono Dyland & Lenny. Il duo inizia la carriera alla fine del 2009 con " Nadie Te Amara Como Yo" . Poi sono stati presenti sulla canzone " Rompiendo Cadenas " della cantante messicana Ana Bárbara. Nel 2010 hanno pubblicato il loro album My World di cui i più grandi successi: " Nadie Te Amara Como Yo ", " Quiere Pa ' Que Te Quieran " e " Caliente " Prodotto da Madmusick (Yan e Yon).
Nel 2010, il duo ha prodotto per Ivy Queen nel suo settimo album " La Vida Es Así ", " Cosas De La Vida ", e " Aya Aya " .
Nel 2012 hanno prodotto una canzone per l'album di Farruko. Tra gli altri album hanno lavorato a Prestige di Daddy Yankee. Luny Tunes si dedicano alla terza edizione della serie Mas Flow: Mas Flow 3. L'album sarà caratterizzato da Don Omar, Wisin & Yandel, Alexis & Fido, Zion & Lennox, Plan B, Jowell & Randy e molti altri.
Luny Tunes attualmente risiedono a Puerto Rico, dove possiedono uno studio stimato circa 3,5 milioni di dollari.
Nel 2012 producono Limbo per Daddy Yankee, il video è stato pubblicato il 27 ottobre 2012 ed ha quasi raggiunto 200 milioni di visualizzazioni su YouTube. 
Nel 2013 producono il nuovo singolo di Wisin, Que Viva La Vida, che solo nei primi 3 mesi ottiene ben 7 milioni di visualizzazioni.

Nei primi giorni del gennaio 2014 "Chica Ideal", un brano prodotto assieme al duo italiano Cisa & Drooid e cantato da Chino y Nacho, raggiunge il 6º posto nella classifica Billboard Latino.

## Discografia
- "DJ Nelson presenta Luny Tunes & Noriega: Más flow" (2003)
- "Luny Tunes - La trayectoría" (2004)
- "Luny Tunes - Kings of the beats" (2004)
- "Luny Tunes & Baby Ranks - Más flow 2" (2005)
- "Luny Tunes: Más flow (Platinum Edition)" (2005)
- "Luny Tunes: Reggaetón Hits" (2006)
- "Luny Tunes & Tainy: Los Benjamins" (2006)
- "Luny Tunes & Tainy: Los Benjamins [La Continuacion]" (2007) Coming Soon
- "Luny Tunes ft. Cisa & Drooid: Chino y Nacho - Chica Ideal" (2013)
- "Mas Flow 3- Back To The Underground" (2019)

## Produzioni anche per
- R. Kelly
- Ricky Martin
- Jennifer López
- The Black Eyed Peas
- Beenie Man
- Sean Paul
- Fat Joe
- Lenny Kravitz
- Paris Hilton

## Riconoscimenti
Luny Tunes hanno ricevuto numerosi riconoscimenti sul piano internazionale, tra cui due premi del Billboard Latin Awards 2004 per la musica latina (duo et album tropical) per la produzione di Mas Flow. Ricevono anche il premio di migliori produttori nel contesto del People's choice Reggaeton Award così come del Top Rap Awards.
Bei den "Latin Billboard Awards":
- Más Flow – "Tropical Album of the Year / Duo or Group" 2004
- Más Flow – "Tropical Album of the Year / New Generation" 2004
- La Trayectoría - "Reggaetón Album of the Year" 2005
- Luny Tunes – "Producer of the Year" 2006
- Rákata (feat. Wisin y Yandel) – "Hot Latin Song" 2006
- Qué más da / I don't care (feat. Fat Joe) – "Dance Track of the Year" 2006

Latin Grammy Awards:
- Barrio fino - "Best Album of the Year / Urban" 2005 (produced by Luny Tunes)

Reggaeton People's Choice Awards:
- Luny Tunes - "Producer of the Year" 2004
- Luny Tunes - "Producer of the Year" 2005
- Mayor que yo - "Best Song of the Year" 2005 (avec Don Omar)
- Más flow 2 - Best Album of the Year" 2005

Premios Lo Nuestro Awards:
- Más flow 2 - "Best Album of the Year / Urban Category" 2006